# Strossmayeria notabilis
Strossmayeria notabilis är en svampart som beskrevs av Iturr. 1990. Strossmayeria notabilis ingår i släktet Strossmayeria och familjen Helotiaceae.   Inga underarter finns listade i Catalogue of Life.